# Élections législatives de 1981 en Haute-Corse
Les élections législatives françaises de 1981 en Haute-Corse se déroulent les 14 et 21 juin 1981.

## Élus
| Circonscription | Député sortant      | Parti | Parti | Député élu ou réélu | Parti | Parti |
| --------------- | ------------------- | ----- | ----- | ------------------- | ----- | ----- |
| 1re             | Pierre-Paul Giacomi |       | RPR   | Jean Zuccarelli     |       | MRG   |
| 2e              | Pierre Pasquini     |       | RPR   | Jean-Paul Luisi     |       | MRG   |

## Positionnement des partis
Le Mouvement des radicaux de gauche et le Parti socialiste, au nom de la nouvelle majorité présidentielle, et le Parti communiste français, sous l'appellation « majorité d'union de la gauche », se présentent dans les deux circonscriptions de Haute-Corse. Les radicaux de gauche investissent Jean Zuccarelli, maire de Bastia et Jean-Paul Luisi, maire de Corscia et conseiller général de Niolu-Omessa, les socialistes soutiennent Charles Santoni et Antoine Sanguinetti, et les communistes présentent Pierre Giudicelli, premier adjoint au maire de Bastia, conseiller général de Bastia-I et conseiller régional, et Vincent Duriani, adjoint au maire de Bastia.
Il en est de même pour l'Union pour la nouvelle majorité (UNM), alliance électorale réunissant les partis membres de la majorité sortante, qui soutient les deux députés sortants RPR Pierre Giacomi, conseiller général de Fiumalto-d'Ampugnani et maire de Pruno, et Pierre Pasquini, maire de L'Île-Rousse.
Enfin, l'extrême droite est représentée par M. de Buttafoco dans la circonscription de Bastia (1re).

## Résultats

### Résultats à l'échelle du département
| Parti          | Parti                            | Premier tour | Premier tour | Second tour | Second tour | Sièges |
| Parti          | Parti                            | Voix         | %            | Voix        | %           | Sièges |
| -------------- | -------------------------------- | ------------ | ------------ | ----------- | ----------- | ------ |
|                | Mouvement des radicaux de gauche | 18 681       | 26,36        | 42 411      | 53,74       | 2      |
|                | Parti communiste français        | 10 598       | 14,95        |             |             | 0      |
|                | Parti socialiste                 | 10 061       | 14,20        | 0           |             |        |
|                | Majorité présidentielle          | 39 340       | 55,51        | 42 411      | 53,74       | 2      |
|                |                                  |              |              |             |             |        |
|                | Rassemblement pour la République | 31 388       | 44,29        | 36 501      | 46,26       | 0      |
|                | Union pour la nouvelle majorité  | 31 388       | 44,29        | 36 501      | 46,26       | 0      |
|                |                                  |              |              |             |             |        |
|                | Extrême droite                   | 148          | 0,21         |             |             | 0      |
|                |                                  |              |              |             |             |        |
| Inscrits       | Inscrits                         | 115 532      | 100,00       | 115 544     | 100,00      | 2      |
| Abstentions    | Abstentions                      | 43 816       | 37,93        | 35 122      | 30,4        |        |
| Votants        | Votants                          | 71 716       | 62,07        | 80 422      | 69,6        |        |
| Blancs et nuls | Blancs et nuls                   | 840          | 1,17         | 1 510       | 1,88        |        |
| Exprimés       | Exprimés                         | 70 876       | 98,83        | 78 912      | 98,12       |        |

### Résultats par circonscription

#### Première circonscription (Bastia)
| Candidat       | Candidat               | Parti          | Premier tour | Premier tour | Second tour | Second tour |  |
| Candidat       | Candidat               | Parti          | Voix         | %            | Voix        | %           |  |
| -------------- | ---------------------- | -------------- | ------------ | ------------ | ----------- | ----------- |  |
|                | Pierre Giacomi sortant | RPR (UNM)      | 15 971       | 43,15        | 18 761      | 45,30       |  |
|                | Jean Zuccarelli élu    | MRG            | 9 087        | 24,55        | 22 650      | 54,70       |  |
|                | Pierre Giudicelli      | PCF            | 7 325        | 19,79        |             |             |  |
|                | Charles Santoni        | PS             | 4 483        | 12,11        |             |             |  |
|                | Albertini de Buttafoco | Extrême droite | 148          | 0,40         |             |             |  |
|                |                        |                |              |              |             |             |  |
| Inscrits       | Inscrits               | Inscrits       | 61 400       | 100,00       | 61 404      | 100,00      |  |
| Abstentions    | Abstentions            | Abstentions    | 23 820       | 38,79        | 19 000      | 30,94       |  |
| Votants        | Votants                | Votants        | 37 580       | 61,21        | 42 404      | 69,06       |  |
| Blancs et nuls | Blancs et nuls         | Blancs et nuls | 566          | 1,51         | 993         | 2,34        |  |
| Exprimés       | Exprimés               | Exprimés       | 37 014       | 98,49        | 41 411      | 97,66       |  |

#### Deuxième circonscription (Corte - Calvi)
| Candidat       | Candidat                | Parti          | Premier tour | Premier tour | Second tour | Second tour |  |
| Candidat       | Candidat                | Parti          | Voix         | %            | Voix        | %           |  |
| -------------- | ----------------------- | -------------- | ------------ | ------------ | ----------- | ----------- |  |
|                | Pierre Pasquini sortant | RPR (UNM)      | 15 417       | 45,53        | 17 740      | 47,31       |  |
|                | Jean-Paul Luisi élu     | MRG            | 9 594        | 28,33        | 19 761      | 52,69       |  |
|                | Antoine Sanguinetti     | PS             | 5 578        | 16,47        |             |             |  |
|                | Vincent Duriani         | PCF            | 3 273        | 9,67         |             |             |  |
|                |                         |                |              |              |             |             |  |
| Inscrits       | Inscrits                | Inscrits       | 54 132       | 100,00       | 54 140      | 100,00      |  |
| Abstentions    | Abstentions             | Abstentions    | 19 996       | 36,94        | 16 122      | 29,78       |  |
| Votants        | Votants                 | Votants        | 34 136       | 63,06        | 38 018      | 70,22       |  |
| Blancs et nuls | Blancs et nuls          | Blancs et nuls | 274          | 0,8          | 517         | 1,36        |  |
| Exprimés       | Exprimés                | Exprimés       | 33 862       | 99,2         | 37 501      | 98,64       |  |